# Annales Blandinienses
De Annales Blandinienses zijn de annalen van de Sint-Pietersabdij in Gent vanaf het jaar 1 tot 1292. Een eerste deel, tot 1060, is van één hand, nadien (12de-13de eeuw) hebben verschillende kopiisten notities toegevoegd, correcties aangebracht en de annalen tot in 1292 gecontinueerd. In de 14de eeuw werden ten slotte nog vijf notities betreffende de jaren 1317, 1375, 1384, 1387 en 1390 toegevoegd.
De Annales Blandinienses zijn heel belangrijk voor de vroegste geschiedenis van het graafschap Vlaanderen.